# Emil Anner
Emil Anner (* 24. Februar 1870 in Baden im Kanton Aargau; † 6. Februar 1925 in Brugg) war ein Schweizer Grafiker, Maler, Zeichner, Radierer und Bühnenbildner.

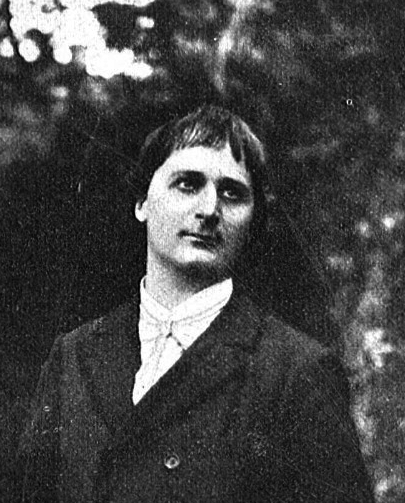
Emil Anner

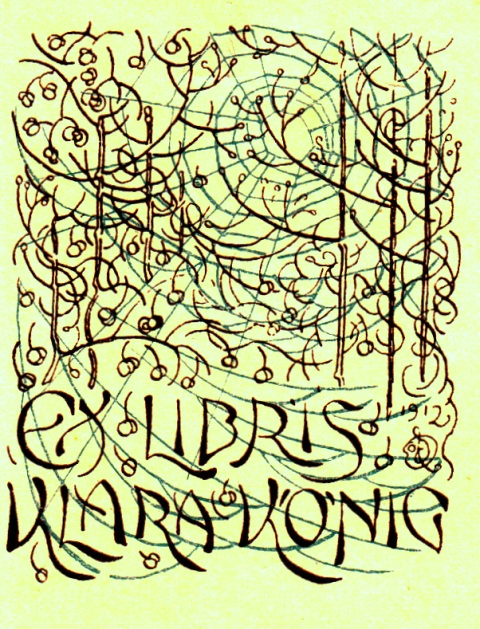
Ex libris Klara König 1912

## Leben
Emil Anner wurde als Sohn von Gottfried Anner, des Badener Stadtrats und Erbauers von Schloss Schartenfels geboren.
Von 1878 bis 1886 besuchte er die Gemeinde- und Bezirksschule in Baden.  Er wurde von 1886 bis 1890 Schüler der Kunstgewerbeschule Zürich, danach studierte er an der École des Beaux-Arts in Genf bei Joseph Mittey (1853–1936), wo er die Aquarellmalerei erlernte. Seit dem 16. Mai 1892 studierte er an der Königlichen Akademie der Künste in München beim Kupferstecher Johann Leonhard Raab.
1894 erhielt er an der akademischen Ausstellung zwei Diplome und 1895 eine bronzene Medaille. Im Alter von 31 Jahren kehrte er nach Baden zurück. 1901 wurde er in Brugg als Zeichenlehrer an die Bezirksschule berufen und blieb dort bis zu seinem Tod tätig.
Anner arbeitete auch am Lehrerseminar in Küsnacht, wo er u. a. Eduard Gubler unterrichtete. Er war 1904 Mitbegründer der Sektion Aargau der Gesellschaft Schweizerischer Maler und Bildhauer (GSMBA). Gottlieb Müller wurde an der Bezirksschule Brugg als Zeichenlehrer sein Nachfolger.
Anner war Mitarbeiter der Zeitschrift Jugend und Kunstwart. Er beschäftigte sich hauptsächlich mit kleinformatiger Gebrauchsgrafik in Radierung und Lithografie, schuf zahlreiche Exlibrisse. Daneben beschäftigte er sich mit Musik, spielte verschiedene Instrumente und komponierte.
Ab 1921 war er Mitglied der aargauischen Naturforschenden Gesellschaft.